# Perdita quinquebalteata
Perdita quinquebalteata är en biart som beskrevs av Timberlake 1960. Perdita quinquebalteata ingår i släktet Perdita och familjen grävbin. Inga underarter finns listade i Catalogue of Life.